# باریم نیترات
نیترات باریم (به انگلیسی: Barium nitrate) با فرمول شیمیایی Ba(NO۳)۲ یک ترکیب شیمیایی است. که جرم مولی آن ۲۶۱٫۳۳۷ g/mol می‌باشد. شکل ظاهری این ترکیب، بلورهای سفید است.